# Un anno di scuola
Un anno di scuola è una miniserie televisiva del 1977 diretto da Franco Giraldi tratto dal racconto omonimo di Giani Stuparich ed ambientato nella Trieste degli anni dieci. È stato girato nel capoluogo giuliano.

## Trama
Il racconto, uscito la prima volta nel 1929, narra la storia di una ragazza, Edda Marty, che entra (unica donna) a far parte di una classe maschile, per frequentare l'ultimo anno di liceo classico, 8°ginnasio, a Trieste. Edda è una ragazza ribelle, libera ed anticonformista, in contrasto con il suo ambiente familiare provinciale e un po' gretto.
Nonostante i suoi sforzi di stabilire un rapporto cameratesco con i compagni, la sua presenza suscita turbamenti, innamoramenti, un tentato suicidio. Protagonista maschile è Giorgio Antero, con il quale Edda vivrà una tenera storia d'amore adolescenziale. L'intervento della madre possessiva ed egoista di Antero, che chiederà ad Edda di non accettare l'amore del ragazzo, e le successive incomprensioni tra i due innamorati (a seguito anche del tentato suicidio di un altro compagno, sempre per amore di Edda), porranno fine alla storia tra i due protagonisti.
Dopo l'esame di maturità, i ragazzi si ritroveranno in una cena d'addio venata di malinconia e di tristi presagi per le avvisaglie di una guerra imminente. La cena, infatti, si tiene il 28 giugno 1914, giorno del tragico attentato di Sarajevo, universalmente noto come la miccia che fece scoppiare l'immane incendio della Grande Guerra.
Nel film diretto da Franco Giraldi la storia è ambientata nel 1913, mentre il racconto si svolge nel 1910, quando a Trieste l'iscrizione alla scuola pubblica viene aperta anche alle ragazze.
Secondo Massimo Raffaeli il personaggio di Aldo Pasini rappresenterebbe lo scrittore Alberto Spaini.